# Stade 81
Stade 81 (conosciuto anche come Starting Blocks) è un cortometraggio documentario del 1981, scritto e diretto da Jaco Van Dormael. Il film tratta delle prime Olimpiadi riservate ai disabili mentali, i Giochi paralimpici.

## Produzione
Il film fu girato nel 1981 in Svezia, Canada e Regno Unito.

## Accoglienza
Il film ha ricevuto numerosi premi, incluso il Caduceo d'oro al Festival internazionale del film di Rennes del 1982. Nel 2011, è stato riproposto al Sottodiciotto Filmfestival di Torino nella retrospettiva dedicata a Jaco Van Dormael.